# أغوستين دي يوريغوي
أغوستين دي يوريغوي (بالإسبانية: Agustín de Jáuregui) هو سياسي وقائد عسكري إسباني ولد في يوم 17 مايو 1711 في ليكاروز في نافارا. عمل تحت إمرة الملك كارلوس الثالث وأصبح محافظ تشيلي من سنة 1772 إلى سنة 1780 وثم أصبح محافظ بيرو من سنة 1780 إلى سنة 1784. أثناء توليه لحكم بيرو ثار عليه توباك أمارو الثاني لكنه تمكن من هزيمته والقبض عليه واعدامه في سنة 1781. توفي في يوم 29 أبريل 1784 في حادث مجهول يعتقد أنه من تدبير الثوار في ليما.